# سعد بن سعود بن عبد العزيز آل سعود
الأمير سعد بن سعود بن عبد العزيز آل سعود (1354 هـ - 1397 هـ) وهو الابن الخامس من أبناء الملك سعود، ولد في الطائف عام 1354 هـ، نشأ تحت رعاية والده ودرس في مدرسة الأمراء مع أعمامه وأخوته وتعلم القراءة والكتابة وحفظ القرآن الكريم وحفظ ألف حديث من أحاديث الرسول، درس التاريخ والسياسة وتعلم الحرب ودرس الأبتدائية والمتوسطة في الطائف ودرس الثانوية العامة في مكة المكرمة وتخرج من الثانوية العامة في عام 1370 هـ. والدته هي بركة وهي والدة شقيقه الأكبر الأمير محمد بن سعود بن عبد العزيز آل سعود.

## حياته المهنية
عيّنه والده بعد أن عاد إلى المملكة وكيل إمارة منطقة الحدود الشمالية وبذلك هو أول وكيل إمارة منطقة الحدود الشمالية وعندما تولّى الإمارة رأى أن أصغر مدن المملكة هي طريف وعرعر ورفحاء الواقعة في الحدود الشمالية فأمر الأمير سعد بن سعود ببناء أولًا طريق سريع يربط بين عرعر ورفحاء وطريف ثم ربطهما ببقية مدن المملكة ثم أمر ببناء مطار إقليمي لكل واحد منهن ثم بناء بيوت ومحلات ومصانع ومؤسسات للبيع مما يساعد بنموها، ثم تحول سكان الحدود الشمالية في عام 1943 من 2100 نسمة إلى عام 1950 عندما أصبح سكانها 15000 نسمة وفي عام 1956 ترك هذا المنصب وأصبح رئيسًا للحرس الوطني لكنه تركها عندما أمر فيصل بن عبد العزيز آل سعود بتعيين الملك (الأمير آنذاك) عبد الله بن عبد العزيز آل سعود بدلاً منه.

## مناصبه الرسمية
- وكيل إمارة منطقة الحدود الشمالية (1954 - 1961)
- رئيس الحرس الوطني (1961 - 1962)
- نائب أمير منطقة عسير (1969 - 1977)

## وفاته
توفي الأمير سعد بن سعود بن عبد العزيز آل سعود في يوم الخميس 15 صفر 1397 هـ الموافق 3 فبراير 1977 عن عمر ناهز 53 عامًا بعد نوبة قلبية مفاجئة أصابته وهو في الطائرة، والذي قام بدفنه هو الملك خالد بن عبد العزيز آل سعود.

## الأسرة
- الأميرة نورة بنت فيصل آل سعود. والدة الأمير فهد، الأمير نواف، الأمير خالد، الأميرة منيرة، والأميرة نورة.
- الأميرة منيرة بنت تركي بن عبد العزيز آل سعود. والدة الأميرة نوف، الأميرة نهى، والأمير منصور.

## أبناؤه
- الأمير فهد بن سعد بن سعود (توفي عام 1999 عن عمر يناهز 41 عامًا).[1] كان متزوج من الأميرة نورة بنت فيصل بن سعود بن عبد العزيز آل سعود وله من الأبناء الأمير سعد (متزوج من كريمة الشيخ عبد العزيز بن محمد الهزاني وله من البنات الأميرة نوف، والأميرة فهدة، والأمير فهد)، الأمير سعود (متزوج من كريمة الشيخ عبد الله بن صالح بن عبد العزيز الصرامي وله من الأبناء الأمير عبد الله، والأمير فهد)[2]، الأمير عبد العزيز، الأميرة الجوهرة، الأميرة آلاء، والأميرة أضواء (متزوجة ولها أربعة أبناء).[3] له كريمة متزوجة من محمد بن سعود بن فهد العنزي.[4] وله كريمة متزوجة من سعود بن فيصل بن عبدالعزيز بن معمر.[5]

- الأميرة نوف بنت سعد بن سعود (متوفاة).
- الأمير نواف بن سعد بن سعود (متوفى،[6] وصلي عليه يوم الثلاثاء الموافق 3 ربيع الأول 1442 هـ في مدينة الرياض).[7] كان متزوج من الأميرة عبير بنت سلطان الرشيد وله من الأبناء الأمير عبد العزيز متزوج من الأميرة مي بنت حسين العذل وله من الأبناء الأمير سعود والأميرة عبير والأمير سعد، والأميرة مها.
- الأميرة نهى بنت سعد بن سعود. متزوجة من الأمير فيصل بن محمد بن سعود ولها من الأبناء الأمير سلمان، الأمير منصور، والأمير سعد.
- الأمير منصور بن سعد بن سعود. متزوج من الأميرة جواهر بنت فيصل بن تركي بن جلوي وله من الأبناء الأمير فيصل (متزوج من كريمة الأمير عبد الله بن فيصل بن تركي بن جلوي آل سعود)[8]، الأمير عبد العزيز (متزوج من الأميرة نوف بنت فيصل بن بندر بن خالد بن عبد العزيز آل سعود)[9]، الأمير سعد (متزوج من الأميرة نجد بنت سيف الإسلام بن سعود بن عبد العزيز آل سعود)[10]، الأمير فهد (متزوج من كريمة الأمير عبد العزيز بن فهد بن سعد الأول آل سعود)[11]، الأمير سعود، والأميرة نوف.
- الأمير خالد بن سعد بن سعود. وله من الأبناء الأمير سعد، الأميرة منيرة، والأميرة بسملة.
- الأميرة منيرة بنت سعد بن سعود.
- الأميرة نورة بنت سعد بن سعود.
- ألاميرة هيا بنت سعد بن سعود.